# Polypodium murorum
Polypodium murorum là một loài thực vật có mạch trong họ Polypodiaceae. Loài này được Hook. miêu tả khoa học đầu tiên năm 1837.